# 林方一
林 方一（1883年12月6日—1932年12月10日），生於日本山口縣佐波郡柚野村，日本商人，臺南林百貨創辦者:76。

## 生平
林方一出身貧苦農村，其母在他四歲時過世，其父林瀧吉在他七歲時過世，依靠其叔叔、嬸嬸將他及其姊、其弟養大。但其叔父母之後也不幸過世，此後跟姊弟相依為命。
1902年，林方一獨自外出謀生，至山陽鐵道擔任雇員。在鐵道國有化後，山陽鐵道被併入鐵道院，林方一也成為鐵道院員工。1908年，林方一離職，自力開設貨運行。
1912年，林方一結束貨運行，至台灣闖天下。台南日吉屋吳服店老闆馬場德次郎雇用他擔任帳房。工作八年後，馬場德次郎提供提供大宮町一丁目二番地這個地點，資助林方一開設小商店。林方一逐漸展露經商能力，擴大了店面，並投資了四家會社。
1932年12月5日，台南市林百貨開幕，成為台灣第二間百貨公司，只比台北市菊元百貨晚了兩天開幕。但是林方一在開幕前罹患膽囊炎住院，1932年12月10日在台北吉田內科醫院病逝。